# Estación de Canet de Mar
Canet de Mar es una estación de la línea R1 de Barcelona y línea RG1 de Gerona de Rodalies Renfe ubicada en el municipio homónimo.
La estación está situada junto a la playa, ya que la línea del Maresme en ese tramo va junto a la orilla del mar, algo separada del casco urbano puesto que debe atravesarse la N-II para llegar al mismo.
| << cabecera                                 | < estación    | línea | estación >      | cabecera >>                      |
| ------------------------------------------- | ------------- | ----- | --------------- | -------------------------------- |
| Rodalies de Catalunya de Renfe              |               |       |                 |                                  |
| Molins de Rey1 Hospitalet                   | Arenys de Mar |       | Sant Pol de Mar | Calella Blanes Massanet-Massanas |
| Hospitalet                                  | Arenys de Mar |       | Sant Pol de Mar | Figueras Port-Bou                |
| 1. Sólo destino, un servicio por la mañana. |               |       |                 |                                  |

- Datos: Q2601975
- Multimedia: Canet de Mar train station / Q2601975